# Franciszek Janus
Franciszek Wincenty Janus (ur. 1847, zm. 17 sierpnia 1933 w Różnówce) – polski rzemieślnik, uczestnik powstania styczniowego.

## Życiorys
Pochodził z rodziny chłopskiej z Chrzanowa. W młodości kształcił się w zawodzie szewca. Mając 16 lat, w 1863 po wybuchu powstania styczniowego przyłączył się do oddziału dowodzonego przez płk. Marcina Borelowskiego ps. Lelewel. Wraz z oddziałem wziął udział w przynajmniej kilku bitwach i potyczkach. 6 września 1863 w bitwie na Sowiej Górze został czterokrotnie ranny i dostał się do niewoli rosyjskiej.
Po upadku powstania zamieszkał w Różnówce na przedmieściach Biłgoraja. Zmarł w 1933 jako ostatni wciąż żyjący w tym mieście weteran powstania styczniowego. Pogrzeb był prowadzony przez ks. Czesława Koziołkiewicza. Uroczystość odprawiana z honorami wojskowymi stała się dużą manifestacją patriotyczną. Szczątki Franciszka Janusa pochowano w kwaterze zasłużonych na cmentarzu przy ul. Lubelskiej.